# Ришардо, Клод-Франсуа
Клод-Франсуа Ришардо (фр. Claude-François Richardot; 1776—1821) — французский военный деятель, полковник (1812 год), участник революционных и наполеоновских войн.

## Биография
Родился в семье буржуа Клода Ришардо (фр. Claude Richardot) и его супруги Жанны-Мари Деножан (фр. Jeanne-Marie Denojean). Начал военную службу 26 апреля 1792 года в 75-м пехотном полку. 10 августа 1792 года был переведён в 1-й гренадерский батальон департамента Эн, который был частью Альпийской армии. 5 декабря 1793 года стал лейтенантом Реквизиционного батальона. 12 марта 1794 года сменил пехоту на кавалерию, и был зачислен в 1-й конно-егерский полк, с которым участвовал кампаниях 1795-97 годов в рядах Самбро-Мааской армии. 5 апреля 1798 года стал адъютантом генерала Жубера. В составе Итальянской армии сражался при Нови против войск Суворова, в ходе которого генерал Жубер погиб. 16 сентября 1799 года Ришардо стал адъютантом генерала Шампионне, сражался при Фоссано и Савильяно. 11 ноября 1799 года прямо на поле боя при Мондови был произведён в капитаны.
2 октября 1804 года переведён в 25-й конно-егерский полк. В 1805-06 годах в составе Итальянской, затем Неаполитанской армий участвовал в боевых действиях.
17 марта 1807 года прибыл в расположение Великой Армии и стал адъютантом генерала Маршана, участвовал в Польской кампании 1807 года, отличился при переходе моста в Деппене и в сражении при Фридланде. С осени 1808 года сражался в Испании, был при Майорге и Пуэбле де ла Трибе. 14 декабря 1808 года получил звание командира эскадрона. 8 августа 1809 года отличился при переходе через Тахо и в нападении 29 ноября 1809 года на укреплённые линии Торрес-Ведрас, также участвовал в осадах Сьюдад-Родриго и Альмейде, сражался при Бусако. 9 апреля 1811 года вместе с генералом Маршаном возвратился во Францию. В ходе Русской кампании 1812 года находился в сражениях при Смоленске и Валутиной горе и Бородино.
18 декабря 1812 года произведён Императором в полковники, и 2 июля 1813 года возглавил 7-й кирасирский полк, с которым участвовал в Саксонской кампании, сражался при Дрездене и Лейпциге.
Участвовал в Бельгийской кампании, сражался при Линьи и Ватерлоо, где отличился во время знаменитой атаки маршала Нея на каре пехоты генерала фон Альтена между Ля Э-Сен и Гугомоном. На поле сражения Император произвёл Ришардо в бригадные генералы, но после второго возвращения Бурбонов производство не было подтверждено и Ришардо вышел в отставку в чине полковника.
Умер в Доммартене 17 июля 1821 года в возрасте 45 лет.

## Воинские звания
- Младший лейтенант (16 января 1798 года);
- Лейтенант (19 октября 1798 года);
- Капитан (11 ноября 1799 года, утверждён в чине 30 декабря 1801 года);
- Командир эскадрона (14 декабря 1808 года);
- Полковник (18 декабря 1812 года);
- Бригадный генерал (18 июня 1815 года, не подтверждено).

## Награды
Легионер ордена Почётного легиона (18 февраля 1808 года)
 Офицер ордена Почётного легиона (5 сентября 1813 года)
 Коммандан ордена Почётного легиона (25 февраля 1814 года)
 Кавалер военного ордена Святого Людовика (18 августа 1814 года)